# ユウちゃん
ユウちゃんは、1962年から2007年まで使用されていた郵便貯金のマスコット。シマリスの男の子をモチーフにしている。

## 由来
リスが木の実を集めて蓄え、且つその一部は食べ残され発芽し、森を豊かにすることに貢献する習性が、貯金による蓄え及び財政投融資により社会に福利を還元する郵便貯金の役割と近いことから、リスをマスコットとすることが決定した。

## 略歴

### 初代
1962年11月、郵政省（当時）職員内の公募により、リスのマスコットが決定。翌1963年8月に、約10万通に及ぶ一般公募により「ユウちゃん」と命名された。
この際、アメリカやスウェーデンからリスが送られてくるなど大掛かりな催しが行われた。

### 2代目
1990年5月に大幅なモデルチェンジ。新キャラクターデザインはサンリオに発注され、初期のデザインより大幅にデフォルメされたものとなった。
この時、妹と両親のキャラクターも設定され、妹に関しては1990年8月に、公募により「アイちゃん」と命名されたが、それ以外のキャラクターの名前は設定されなかった。
1995年には、ユウちゃん・アイちゃんの祖父母も登場し、長らく、郵便局内の掲示物やノベルティなどで活躍した。
広義のサンリオキャラクターと捉えることは出来るが、元々のデザインが外部に寄るためか、サンリオピューロランドやハーモニーランドに出演したことは今に至るまで一切ない。

## 廃止とその後
2007年10月の郵政民営化により、郵便貯金の商品及びサービスはゆうちょ銀行に事実上引き継がれたが、本キャラクターはゆうちょ銀行に引き継がれることなく廃止された。
2016年から、ゆうちょ銀行の広告に本木雅弘扮する「ゆうちゃん」が登場しており、本項の「ユウちゃん」と名前が似ているが、直接関連はない。